# Violació durant el genocidi ruandès
La violència durant el genocidi de Ruanda de 1994 es va convertir en una qüestió de gènere quan, al llarg d'uns 100 dies, gairebé mig milió de dones i infants van ser violats, mutilats sexualment, o assassinats. El Tribunal Penal Internacional per a Ruanda (ICTR en anglès) va dictar la primera condemna per violació com a arma de guerra durant el conflicte civil i, com que l'objectiu d'aquesta forma de violència envers dones ruandeses i infants ruandeses era el de destruir, en el seu conjunt o en part, un grup ètnic particular, va ser el primer cop que la violació en massa durant un conflicte bèl·lic es consideraria un acte de violació genocida.
Les violacions massives eren dutes a terme per la milícia Interahamwe i membres de la població civil hutu, tant homes com dones, les Forces Ruandeses de Defensa, i la Guàrdia Presidencial Ruandesa. La violència sexual va ser dirigida a nivell nacional i local per polítics i caps militars en el marc de la promoció del seu objectiu: la destrucció del grup ètnic tutsi.
Hi va haver un ús molt estès de la propaganda tant a través de la ràdio com a nivell gràfic, per promoure la violència contra les dones, mostrant la dona tutsi com a poc fiable i contrària a la majoria hutu. El conflicte va acabar amb un total aproximat d'entre 2,000 i 10,000 "nens de la guerra", nascuts com a resultat de les violacions en massa.

## Violació com a arma del genocidi

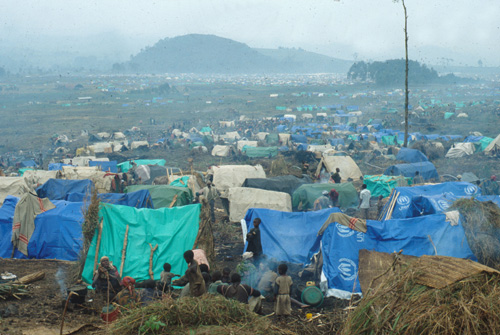
Camp de refugiats per ruandesos a Kimbumba, a l'est del Zaire (actual República Democràtica del Congo), posterior al genocidi de Ruanda.

Durant el conflicte, extremistes hutus van alliberar milers de pacients dels hospitals, que estaven patint SIDA, i els van formar en "patrulles de violadors". La intenció era la d'infectar-los i causar-ne una "mort lenta i inexorable". Obijiofor Aginam defensa que mentre que al llarg de la història la violència sexual envers la dona està plena d'incidents de violació massiva com aquest en temps de guerra, els conflictes més recents han vist l'ús de la violació com a arma de guerra un "fenomen excepcional". Creu que la infecció deliberada de dones amb VIH està demostrada amb el testimoni de les supervivents. Françoise Nduwimana va documentar el testimoni de supervivents de la violació, com ara el testimoni d'una dona:
Durant 60 dies, el meu cos va ser usat com una via pública per tots els matons, els homes milicians i els soldats del districte ... Aquells homes em van destruir per complet; em van causar tant dolor. Em van violar davant dels meus sis fills ... Ara fa tres anys, vaig descobrir que tenia VIH/SIDA. En el meu cap no hi ha cap dubte que vaig ser infectada durant aquelles violacions.
Aginam defensa que aquests testimonis proporcionen una prova sòlida que els violadors tenien la intenció clara d'infectar aquestes dones de VIH.
Les supervivents han testificat que la transmissió del virus VIH va ser un acte deliberat en explicar com els homes, abans de violar-les, els deien que no les matarien directament sinó que els donarien una mort més lenta de SIDA. Dues terceres parts d'una mostra de 1200 vídues ruandeses van donar positiu en VIH, i les taxes d'infecció en zones rurals van fer més que duplicar-se després del genocidi. No es disposa de dades sobre el nombre de víctimes que van morir de SIDA després de 1994 havent contragut la malaltia en ser violades durant el genocidi.
Malgrat que les dones tutsi eren el principal objectiu, dones hutu moderades també van ser violades durant el genocidi. Juntament amb les moderades hutu, també es van perseguir i violar les dones hutu casades amb homes tutsi així com les dones hutu que amagaven tutsis. En un testimoni, Maria Louise Niyobuhungiro recorda ser violada per hutus més de cinc vegades en un dia, que en ser vista per una dona hutu no rebre cap simpatia ni ajuda i de ser obligada a cultivar entre violació i violació.
Les dones tutsi també eren perseguides amb la intenció de minar les seves capacitats reproductives. De vegades es produïa mutilació genital després de la violació, que incloïa mutilació de la vagina amb matxets, ganivets, pals esmolats, aigua bullent i àcid. Els Génocidaires també retenien dones com a esclaves durant setmanes.
El major Brent Beardsley va donar testimoni a l'ICTR. Quan se li va preguntar sobre la violència sexual de què havia estat testimoni, va afirmar que els cops més forts tendien a ser en els òrgans reproductors i que les víctimes eren deliberadament colpejades en els pits i la vagina. Beardley també va testificar haver vist cossos de nenes de fins a sis o set anys que havien estat violades amb tanta brutalitat que les seves vagines havien estat partides i inflades en el que estava clar que havien estat violacions en grup. Va concloure dient que "Les massacres maten el cos. La violació mata l'ànima. I hi va haver moltes violacions. Semblava que pertot arreu on anéssim, del període del 19 d'abril fins que vam marxar, hi havia hagut violacions al voltant de tots els llocs on hi havia hagut matances."

## Estimació de víctimes
La recerca suggereix que gairebé tota dona supervivent de més de 12 anys va ser víctima d'alguna violació. Segons l'informe especial de les Nacions Unides, de Rene Degni-Segui, "La violació era la norma, i la seva absència l'excepció".
L'any 1996, Degni-Segui va fer una estimació segons la qual el nombre de dones i nenes violades ere d'entre 250,000 i 500,000. La seva estimació es va fer després que Degni-Segui avalués casos de violació que havien estat documentats i analitzés el nombre de nens de la guerra que hi havia hagut. Degni-Segui creia que els 15,700 casos documentats pel Ministeri per la Família i la Protecció de la Dona de Ruanda eren molt probablement una subestimació, atès el nombre d'anys que les dones víctimes trigarien a denunciar les seves violacions, si arribaven a fer-ho mai. També va descobrir que les estimacions del personal mèdic que hi havia un naixement per cada 100 violacions no incloïen les violacions a dones que van ser assassinades posteriorment. Sobre les atrocitats va dir: "La violació era sistemàtica i era usada com a 'arma' dels perpetradors de la massacre. Això es pot concloure a partir del nombre i la naturalesa de les víctimes, així com de les formes de violació."
Bijleveld, Morssinkhof, i Smeulers van estimar un total de 354,440 dones violades. Van examinar els testimonis de les víctimes, així com el nombre d'aquelles que havien estat fecundades a la força; finalment hi sumaven la quantitat coneguda d'aquelles que havien estat violades abans de ser assassinades. Van afirmar que "Gairebé totes les dones supervivents tutsi van ser violades."

## Ús de propaganda
La propaganda hutu va tenir un paper molt important tant en el genocidi com en la violència masclista. Sovint mostrava les dones tutsi com "una sexualment seductora 'cinquena columna' aliada amb els enemics dels hutus". La brutalitat de la violència sexual, i la complicitat de les dones hutu en els atacs, fa pensar que la propaganda va ser reeixida en aconseguir mobilitzar tant homes com dones a participar en el genocidi.
Una de les primeres víctimes va ser Agathe Uwilingiyimana, que havia estat la primera dona a ocupar el càrrec de primera ministra del país. Durant els dotze mesos anteriors al genocidi, havia estat retratada en la literatura política extremista i en la propaganda com una amenaça per la nació, i com una persona sexualment promísqua.
A principis de l'any 1990, van obrir al voltant d'una dotzena de diaris, ja fos en kinyarwanda o en francès, que explotaven els tensions ètniques de forma metòdica. Al desembre de 1990, el diari Kangura va publicar els Deu Manaments Hutu, quatre dels quals tractaven específicament sobre la dona. El 29 de gener de 1992, Kangura va acusar les dones tutsi de tenir el monopoli de l'ocupació tant en el sector públic com en el privat, arribant a dir que elles contracterien les seves "germanes tutsi basant-se en llurs nassos prims" (un tret estereotípic de la fesonomia tutsi).
Kangura va demanar a tots els hutu que estiguessin amvigilant els tutsi, que anomenaven Inyenzi (escarabats), així com aquells que consideraven els seus còmplices. En una entrevista amb Human Rights Watch una dona hutu va dir, "Segons la propaganda, els tutsi estaven amagant l'enemic. I estaven usant les seves dones guapes per fer-ho. Així doncs, tothom sabia el que això significava."
Dibuixos en mitjans impresos represnetaven les dones tutsi com sexualment provocadores. Un d'ells, del diari Kangura, mostrava el cap de les forces per la pau de les Nacions Unides en una posició romàntica amb dues dones tutsi; el peu d'imatge deia: "El general Dallaire i els seus homes han caigut en la trampa de les femmes fatales tutsi". Una altra imatge mostrava una dona tutsi tenint sexe amb tres paracaigudistes belgues.
Usant tant premsa escrita com la Radio Télévision Libre des Mille Collines (RTLMC), els propagandistes mostraven les dones tutsi com a "seductores tortuoses que minarien els hutu". Es va prohibir als membres de l'exèrcit de casar-se amb dones tutsi, i les dones tutsi van ser mostrades com a arrogants, lletges i es deia d'elles que menyspreaven els homes hutu tractant-los d'inferiors.

## Seqüeles
Les persones supervivents es van veure socialment estigmatitzades, van renunciar sovint als seus drets de propietat o herència així com a oportunitats laborals. Segons la National Population Office de Ruanda aproximadament entre 2,000 i 5,000 infants van néixer com a resultat de fecundacions forçades. Tanmateix, grups de víctimes consideren que es tracta d'una subestimació i que el nombre supera els 10,000. Aquests infants estan alhora estigmatitzats també i reben el malnom de les enfants mauvais souvenir (infants de mal record) o enfants indésirés (literalment "infants no desitjats", o fins i tot "infants de l'odi" per M. Mukangendo).
Les víctimes també van patir de culpa del supervivent, i ansietat deguda a la impunitat dels seus agressors. L'any 1995, les vídues del genocidi van fundar l'Association des Veuves du Genocide (AVEGA, Vídues del Genocidi d'Abril) per fer front a les necessitats de les dones supervivents que s'havien quedat vídues o havien estat violades. La magnitud de les violacions va ser ràpidament reconegut per grups en defensa dels drets humans, amb un informe, Shattered Lives: Sexual Violence During the Rwandan Genocide and Its Aftermath escrit per Binaifer Nowrojee, que es va convertir en un dels informes sobre drets humans més citats en trenta anys.

## Judicis de crims de guerra

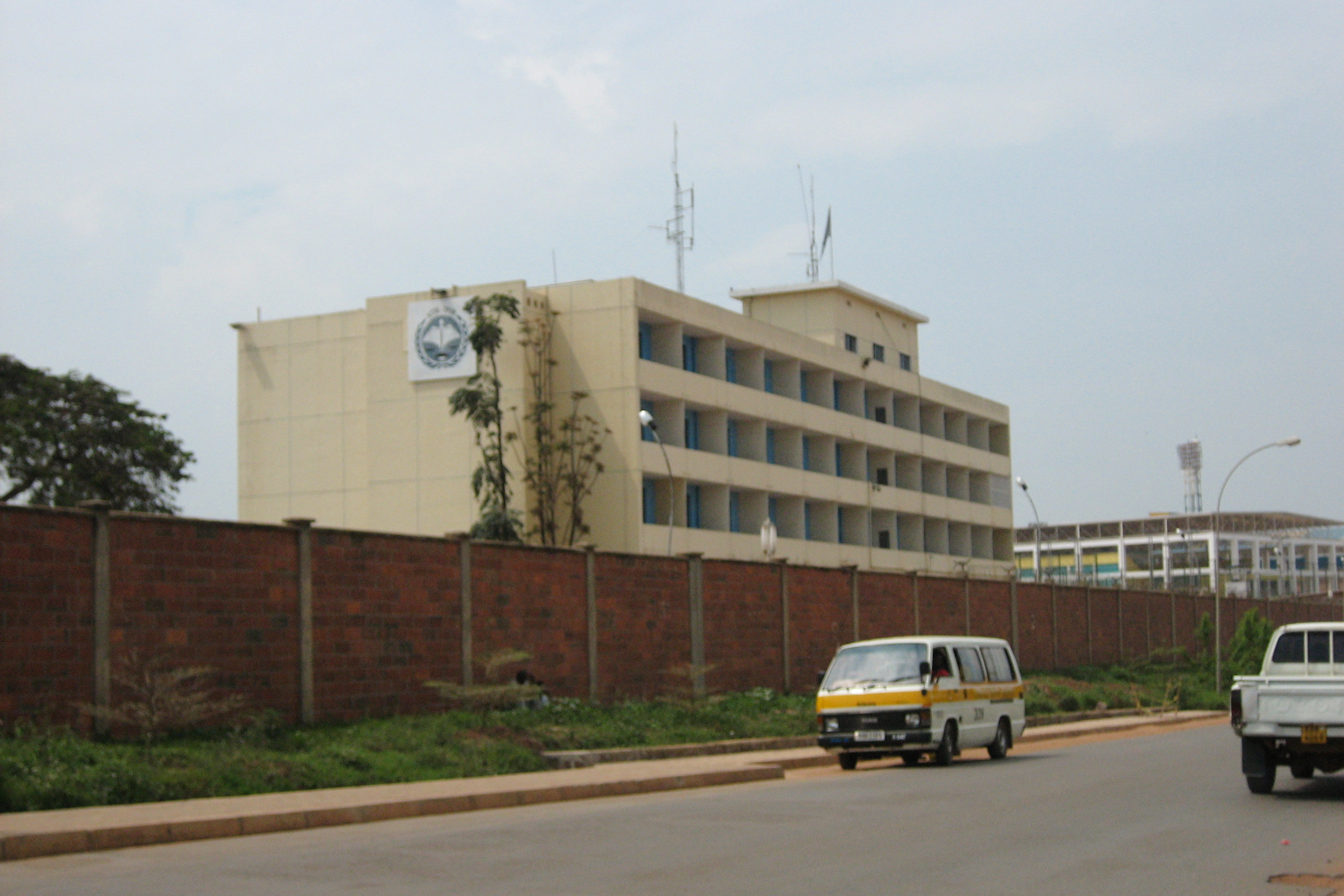
Un edifici de l'ICTR a Kigali.

Les proves presentades a l'ICTR van revelar que els líders polítics hutu van ordenar que es duguessin a termes les violacions..
Jean-Paul Akayesu es va convertir en la primera persona condemnada per utilitzar la violació com a forma de genocidi. Inicialment, la violència de gènere no havia estat inclosa en l'acusació contra Akayesu; tanmateix, cedint a les pressions de les ONGs, l'acusació va ser reformulada. Durant el judici a Akayesu, l'ICTR va afirmar que la violència sexual, inclosa la violació, estava inclosa en el paràgraf B de la Convenció per a la Prevenció i el Càstig del Genocidi, ja que les violacions s'havien fet amb la única intenció de destruir, en el global o en part, un grup ètnic específic.
L'ICTR també va considerar que la violència sexual envers les dones tutsi va ser un element sistemàtic en el genocidi. En aquest sentit, les consideracions respecte Akayesu, que la violació pot ser un acte de genocidi, van representar un canvi important en la jurisprudència internacional i en el processament dels genocidis. El 2 de setembre de 1998, Akayesuva ser sentenciat a cadena perpètua després de ser condemnat culpable de genocidi i crims contra la humanitat, inclosa la violació.
La primera dona acusada de violació genocida va ser Pauline Nyiramasuhuko, una política, que va ser ministra de Benestar Familiar i Avançament de la Dona durant el conflicte. The ICTR found that
Entre el 19 d'abril i finals de juny de 1994 Nyiramasuhuko, Ntahobali, Interahamwe i soldats van anar al BPO a raptar milers de tutsis; els refugiats tutsi eren físicament assaltats i violats; i els refiguats tutsi eren assassinats en diverses ubicacions en la comuna de Ngoma.."
Durant el judici en els mitjans, Hassan Ngeze (editor en cap del Kangura), Ferdinand Nahimana i Jean-Bosco Barayagwiza (fundadors del RTLMC) van ser tots encausats. L'ICTR va dictaminar que els articles Hutu Ten Commandments i The Appeal to the Conscience of the Hutu transmetien "menyspreu i odi al grup ètnic tutsi, i envers les dones tutsi en particular les presentava com a agents enemigues, i animaven els seus lectors d'emprendre totes les mesures necessàries per aturar l'enemic, definit com la població tutsi".